# Polizeiruf 110: Walzerbahn
Walzerbahn ist ein deutscher Kriminalfilm von Hans Joachim Hildebrandt aus dem Jahr 1979. Der Fernsehfilm erschien als 57. Folge der Filmreihe Polizeiruf 110.

## Handlung
Seit dem Winter sorgt auf Rügen ein „Küstenschreck“ genannter Täter für Unruhe. Er beraubt Urlauber, indem er über die Fenster in ihre Zimmer einsteigt und Wertsachen stiehlt. Stets flieht er auf einem Motorrad. Im Winter brach er so in 20 Bungalows ein. Nun, im Sommer, schlägt er wieder zu: Urlauberin Frau Weber sieht während des abendlichen Tanzes kurz nach ihren Kindern und den eigenen Sachen und überrascht dabei den Küstenschreck. Er würgt sie und flieht anschließend. Gestohlen hat er einen Fotoapparat und viel Bargeld. Oberleutnant Richter erhält bei den Ermittlungen Unterstützung aus Berlin: Oberleutnant Jürgen Hübner kommt zusammen mit Kriminalmeister Weschke an die Küste.
Bei der Überprüfung der letzten Anmeldungen auf Rügen stößt Jürgen Hübner auf Herbert Bobach. Der junge Mann ist unter die Schausteller gegangen, Hübner jedoch noch von einer Diebstahlserie im Harz bekannt, für die Herbert 30 Monate ins Gefängnis musste. Herbert hat bei den Schaustellern mit der verheirateten Anita geflirtet, deren Mann die Walzerbahn des Rummels betreibt. Anita jedoch beendet die kaum begonnene Affäre, da sie bereits im Wäschereifahrer Marco Floß einen neuen Liebhaber gefunden hat. Anita will weg vom Rummel, da ihr Traum von einem freien Leben nicht in Erfüllung gegangen ist. Bei ihrem eifersüchtigen Mann Otto fühlt sie sich vielmehr eingesperrt. Als Otto eines Tages eine ihm unbekannte Jacke bei Anita findet, behauptet Anita, Herbert habe sie ihr geschenkt. Herbert bestätigt diese Version, als er Anitas bittenden Blick sieht. Als die Polizei Herbert wenig später befragt, bleibt er bei seiner Jackenversion und muss mit aufs Revier. Anita verbringt unterdessen die halbe Nacht bei Marco. Als sie nachts zum Rummel zurückkehrt, hat Otto ihr bereits die Koffer vor die Tür gestellt. Anita geht zurück zu Marco, der wenig begeistert ist. Er ist der gesuchte Küstenschreck und hortet in seinem Haus die erbeuteten Wertsachen. Anita will ihn dazu bewegen, alles ungeschehen zu machen. Sie will als gelernte Konditorin mit dem gelernten Bäcker Marco sesshaft werden und eine eigene Bäckerei eröffnen, doch weigert sich Marco, arbeiten zu gehen.
Die Ermittler sind Marco unterdessen auf der Spur. Er hat bei einer Flucht eine Frau angefahren, die ein Phantombild von Marco anfertigen lässt. Frau Weber ist zudem Marcos Parfum aufgefallen, das wiederum auch ein Polizist erkennt, der Marco einmal bei einer Verkehrskontrolle angehalten hatte. Nun ist klar, dass der Täter der Fahrer der Wäscherei sein muss. Jürgen Hübner wiederum erkennt, dass Herbert bereits vor ihnen auf den Täter gekommen sein muss und Marco möglicherweise auf eigene Faust stellen will. Eine rasche Fahndung wird eingeleitet.
Herbert ist tatsächlich in Marcos Haus eingebrochen und hat einen Teil des Diebesguts entdeckt. Er stellt Marco, der mit Anita zum Haus kommt, zur Rede und wird von ihm niedergeschlagen. Anita erkennt, dass Herbert eine starke Kopfverletzung hat, die im Krankenhaus behandelt werden muss. Sie drängt Marco, Herbert ins Krankenhaus zu fahren. Die Fahrt endet jedoch zuerst in Marcos Versteck – einem Haus, in dem er die gestohlenen Wertsachen zwischenlagert. Anita befürchtet, dass Herbert eine weitere Autofahrt nicht überleben würde und bittet Marco, im nächsten Krankenhaus Hilfe zu holen. Kurze Zeit nach Marcos Abfahrt taucht ein Überwachungshubschrauber der Polizei auf und Anita gelingt es, auf sich und Herbert aufmerksam zu machen. Die Hubschrauberbesatzung fordert für Herbert einen Krankenwagen an und nimmt die Verfolgung von Marco auf. Dieser kann schließlich auf offener Straße gestellt und festgenommen werden.
Anita trennt sich endgültig von ihrem Mann Otto und reist nach Magdeburg ab. Otto führt weiterhin die Walzerbahn und animiert die Kunden lustlos zum Mitfahren.

## Produktion
Walzerbahn wurde vom 17. Juli bis 31. August 1978 auf der Insel Rügen, in Stralsund sowie in Berlin gedreht. Die Kostüme des Films schuf Evelin Gesper, die Filmbauten stammen von Günter Thielemann. Der Film erlebte am 4. März 1979 im 1. Programm des Fernsehens der DDR seine Fernsehpremiere. Die Zuschauerbeteiligung lag bei 61,6 Prozent.
Es war die 57. Folge der Filmreihe Polizeiruf 110. Oberleutnant Jürgen Hübner ermittelte in seinem 24. Fall. 